# Алгебра Каца — Муді
Алгебрами Каца — Муді називаються загалом нескінченновимірні алгебри Лі, що є узагальненнями напівпростих скінченновимірних алгебр Лі. Як і напівпрості скінченновимірні алгебри Лі, алгебри Каца — Муді можна задати за допомогою співвідношень Серра, лише замість матриці Картана коефіцієнти у цих співвідношеннях є елементами деякої більш загальної матриці. Напівпрості алгебри Лі є єдиними прикладами скінченновимірних алгебр Каца — Муді. 
У цій статті всюди де не вказано інше усі об'єкти розглядаються над алгебрично замкнутим полем K характеристика якого є рівною 0.

## Побудова

### Узагальнені матриці Картана
Матриця {\displaystyle A=(A_{i,j})} розмірності {\displaystyle n\times n}  називається узагальненою матрицею Картана, якщо
- Коефіцієнти матриці {\displaystyle A_{i,j}\in \mathbb {Z} } для всіх {\displaystyle i,j=1,\ldots ,n}
- {\displaystyle A_{i,i}=2} для всіх {\displaystyle i=1,\ldots ,n}
- {\displaystyle A_{i,j}\leq 0} для всіх {\displaystyle i,j=1,\ldots ,n,\,i\not =j}
- {\displaystyle A_{i,j}=0} тоді і тільки тоді, коли {\displaystyle A_{j,i}=0} для всіх {\displaystyle i,j=1,\ldots ,n}.

Матриця Картана системи коренів напівпростої алгебри Лі задовольняє всі ці властивості і вона є частковим прикладом узагальненої матриці Картана.
Дві узагальнені {\displaystyle n\times n}-матриці Картана {\displaystyle A=(A_{i,j})} і {\displaystyle A'=(A'_{i,j})} називаються еквівалентними, якщо існує перестановка {\displaystyle \sigma } елементів {\displaystyle \{1,\ldots ,n\}} при якій {\displaystyle A'_{i,j}=A_{\sigma (i),\sigma (j)}.}
Узагальнена матриця Картана називається розкладною, якщо вона є еквівалентною матриці виду
{\displaystyle {\begin{pmatrix}A_{1}&0\\0&A_{2}\end{pmatrix}}}
для деяких матриць {\displaystyle A_{1}} і {\displaystyle A_{2}} (які теж будуть узагальненими матрицями Картана). В іншому випадку матриця називається нерозкладною.

### Реалізація матриці
Для узагальненої матриці {\displaystyle A=(A_{i,j})} розмірності {\displaystyle n\times n} введемо 
- Скінченновимірний {\displaystyle K}-векторний простір {\displaystyle H}
- Лінійно незалежні вектори {\displaystyle \Pi ^{\vee }=\{h_{1},\ldots ,h_{n}\}\subset H},
- Лінійно незалежні елементи спряженого простору {\displaystyle \Pi =\{\alpha _{1},\ldots ,\alpha _{n}\}\subset H^{*}}, для яких {\displaystyle A_{i,j}=\alpha _{j}(h_{i})} для всіх {\displaystyle i,j=1,\ldots ,n.}

Тоді {\displaystyle (H,\Pi ^{\vee },\Pi )} називається реалізацією матриці {\displaystyle A}. Найменша можлива розмірність простору {\displaystyle H} є рівною {\displaystyle 2n-\mathrm {rang} (A),} де {\displaystyle \mathrm {rang} (A)} позначає ранг матриці. До того ж дві такі реалізації {\displaystyle (H_{1},\Pi _{1}^{\vee },\Pi _{1})} і {\displaystyle (H_{2},\Pi _{2}^{\vee },\Pi _{2})} мінімальної розмірності є ізоморфними, тобто існує лінійне відображення {\displaystyle \varphi :H_{1}\rightarrow H_{2},} що переводить {\displaystyle \Pi _{1}^{\vee }} у {\displaystyle \Pi _{2}^{\vee }} і спряжене відображення переводить {\displaystyle \Pi _{2}} у {\displaystyle \Pi _{1}.} Тобто існує єдиний клас ізоморфізму мінімальних реалізацій.

### Задання алгебр Лі
Нехай {\displaystyle A=(A_{i,j})} — узагальнена матриця Картана розмірності {\displaystyle n\times n} і {\displaystyle (H,\Pi ^{\vee }=\{h_{1},\ldots ,h_{n}\},\Pi =\{\alpha _{1},\ldots ,\alpha _{n}\})} — її мінімальна реалізація. На основі цієї мінімальної реалізації можна побудувати вільну алгебру Лі породжену множиною
{\displaystyle X=\{e_{1},\ldots ,e_{n},f_{1},\ldots ,f_{n}\}\cup \{{\tilde {x}}\mid x\in H\}}.
На цій алгебрі можна розглянути множину співвідношень
- {\displaystyle {\tilde {x}}-\lambda {\tilde {y}}-\mu {\tilde {z}}}   для всіх {\displaystyle x,y,z\in H,\,\lambda ,\mu \in \mathbb {C} }   mit {\displaystyle x=\lambda x+\mu z}
- {\displaystyle [{\tilde {x}}{\tilde {y}}]}   для всіх   {\displaystyle x,y\in H}
- {\displaystyle [e_{i}f_{i}]-{\tilde {h_{i}}}}   для всіх   {\displaystyle i=1,\ldots ,n}
- {\displaystyle [e_{i}f_{j}]}   для всіх   {\displaystyle i,j=1,\ldots ,n,\,i\not =j}
- {\displaystyle [{\tilde {x}}e_{i}]-\alpha _{i}(x)}   для всіх   {\displaystyle i=1,\ldots ,n,\,x\in H}
- {\displaystyle [{\tilde {x}}f_{i}]+\alpha _{i}(x)}   для всіх   {\displaystyle i=1,\ldots ,n,\,x\in H}

Нехай ця множина позначається {\displaystyle R.} і {\displaystyle {\tilde {L}}(A):=L(X;R)}— алгебра Лі задана породжуючими елементами із множини {\displaystyle X} і множиною співвідношень {\displaystyle R.}
При цьому відображення {\displaystyle H\mapsto {\tilde {H}}:=\{{\tilde {x}}\mid x\in H\},\,x\mapsto {\tilde {x}}} задає ізоморфізм алгебр Лі. 

### Означення алгебр Каца — Муді
Для узагальненої матриці Картана {\displaystyle A=(A_{i,j})} із побудованими вище алгебрами {\displaystyle {\tilde {L}}(A)} і {\displaystyle {\tilde {H}}} нехай I — єдиний максимальний ідеал для якого {\displaystyle I\cap {\tilde {H}}=\{0\}.}  Тоді алгебра Лі
{\displaystyle L(A):={\tilde {L}}(A)/I}
називається алгеброю Каца — Муді для матриці {\displaystyle A}. 
Клас ізоморфізмів алгебри Лі {\displaystyle L(A)} залежить лише від класу еквівалентності узагальнених матриць Картана. Якщо {\displaystyle A} є звичайною матрицею Картана, то алгебра Каца — Муді матриці {\displaystyle A} є ізоморфною скінченновимірній напівпростій алгебрі Лі.
Узагальнена матриця Картана A називається симетризовною якщо існують такі невироджена діагональна матриця D (яку можна обрати так щоб всі її діагональні елементи були додатними) і симетрична матриця S (яку можна обрати так щоб всі її елементи були раціональними числами) такі, що A = DS.
У випадку алгебр Каца — Муді для симетризовних матриць {\displaystyle A=(A_{i,j})} означення можна дати за допомогою множини {\displaystyle X=\{e_{1},\ldots ,e_{n},h_{1},\ldots ,h_{n},f_{1},\ldots ,f_{n}\}} породжуючих елементів і співвідношень 
{\displaystyle [h_{i},h_{j}]}
{\displaystyle [h_{i},e_{j}]-A_{i,j}e_{j}}
{\displaystyle [h_{i},f_{j}]+A_{i,j}f_{j}}
{\displaystyle [e_{i},f_{i}]-h_{i}}
{\displaystyle [e_{i},f_{j}]}   для   {\displaystyle i\not =j}
{\displaystyle [e_{i},[e_{i}[\ldots [e_{i},e_{j}]]]}   для {\displaystyle i\not =j} і {\displaystyle 1-A_{i,j}} входжень елементів {\displaystyle e_{i}}
{\displaystyle [f_{i},[f_{i}[\ldots [f_{i},f_{j}]]]}   для {\displaystyle i\not =j} і {\displaystyle 1-A_{i,j}} входжень елементів {\displaystyle f_{i}}
У випадку симетризовних матриць Картана ці два означення є еквівалентними. Зокрема два останні типи елементів породжуєть максимальний ідеал I. Іноді друге означення також використовується і у загальному випадку.

## Три типи алгебр Каца — Муді
Алгебри Каца - Муді поділяються на три типи залежно від властивостей їх узагальнених матриць Картана:
- Алгебра називається алгеброю скінченного типу, якщо її матриця Картана є додатноозначеною.
- Алгебра називається алгеброю афінного типу, якщо її матриця Картана є напівдодатноозначеною корангу 1, тобто її визначник дорівнює 0 але всі власні головні мінори не є нульовими.
- Алгебра називається алгеброю невизначеного типу, якщо її узагальнена матриця Картана не задовольняє вказані властивості.

Можна надати еквівалентні характеристики:
- {\displaystyle A} є матрицею алгебри скінченного типу, якщо існує {\displaystyle u\in \mathbb {R} ^{n}} для якого {\displaystyle u>0} і {\displaystyle Au>0}
- {\displaystyle A} є матрицею алгебри афінного типу, якщо існує {\displaystyle u\in \mathbb {R} ^{n}} для якого {\displaystyle u>0} і {\displaystyle Au=0}
- {\displaystyle A}  є матрицею алгебри невизначеного типу, якщо існує {\displaystyle u\in \mathbb {R} ^{n}} для якого {\displaystyle u>0} і {\displaystyle Au<0}

## Діаграми Динкіна
Так само, як і в теорії скінченновимірних напівпростих алгебр Лі, для кожної узагальненої {\displaystyle n\times n}-матриці Картана {\displaystyle A=(A_{i,j})} можна побудувати узагальнення діаграми Динкіна, згідно таких правил:
- Вершини графу позначаються {\displaystyle 1,\ldots ,n} і відповідають рядкам і стовпцям матриці.
- Якщо {\displaystyle A_{i,j}A_{j,i}=0}, то вершини {\displaystyle i} і {\displaystyle j} не сполучаються ребрами.
- Якщо {\displaystyle A_{i,j}A_{j,i}=1}, то вершини {\displaystyle i} і {\displaystyle j} сполучаються одним ребром.
- Якщо {\displaystyle A_{i,j}A_{j,i}=2}, то вершини {\displaystyle i} і {\displaystyle j} сполучаються двома ребрами. На них додається стрілка > у напрямку вершини {\displaystyle i}, якщо {\displaystyle A_{i,j}=-2} і {\displaystyle A_{j,i}=-1}.
- Якщо {\displaystyle A_{i,j}A_{j,i}=3}, то вершини {\displaystyle i} і {\displaystyle j} сполучаються трьома ребрами. На них додається стрілка > у напрямку вершини {\displaystyle i}, якщо {\displaystyle A_{i,j}=-3} і {\displaystyle A_{j,i}=-1}.
- Якщо {\displaystyle A_{i,j}A_{j,i}=4} і  {\displaystyle |A_{i,j}|\not =|A_{j,i}|}, то вершини {\displaystyle i} і {\displaystyle j} сполучаються трьома ребрами. На них додається стрілка > у напрямку вершини {\displaystyle i}, якщо {\displaystyle A_{i,j}=-4} і {\displaystyle A_{j,i}=-1}.
- Якщо {\displaystyle A_{i,j}A_{j,i}=4} і  {\displaystyle A_{i,j}=A_{j,i}=-2}, то вершини {\displaystyle i} і {\displaystyle j} сполучаються двома ребрами. На них додаються дві стрілки, > і <, як на малюнку.
- Якщо {\displaystyle A_{i,j}A_{j,i}\geq 5}, то вершини {\displaystyle i} і {\displaystyle j} сполучаються ребром із записом чисел {\displaystyle |A_{i,j}|} і {\displaystyle |A_{j,i}|} на ньому.

Узагальнену матрицю Картана завжди можна відновити за допомогою діаграми Динкіна. Матриця буде нерозкладною тоді і тільки тоді коли відповідних граф буде зв'язним.

## Корені і кореневий розклад алгебр Каца — Муді
{\displaystyle {\tilde {H}}} є аналогом підалгебри Картана для {\displaystyle L(A)}.
Якщо {\displaystyle x\neq 0} є елементом {\displaystyle L(A)} для якого
{\displaystyle \forall h\in {\tilde {H}},[h,x]=\lambda (h)x}
для деякого {\displaystyle \lambda \in {\tilde {H}}^{*}\backslash \{0\}}, то {\displaystyle x} називається кореневим вектором і {\displaystyle \lambda } коренем алгебри {\displaystyle L(A)}. (За означенням нульовий функціонал не вважається коренем.) Множина всіх коренів {\displaystyle L(A)} позначається {\displaystyle \Delta } або {\displaystyle R}. Для даного кореня {\displaystyle \lambda } one denotes by {\displaystyle L(A)_{\lambda }} позначає кореневий простір кореня {\displaystyle \lambda }, тобто
{\displaystyle L(A)_{\lambda }=\{x\in L(A):\forall h\in {\tilde {H}},[h,x]=\lambda (h)x\}}.
Із системи співвідношень для  {\displaystyle L(A)} випливає, що {\displaystyle e_{i}\in L(A)_{\alpha _{i}}} і {\displaystyle f_{i}\in L(A)_{-\alpha _{i}}}. Також якщо {\displaystyle x_{1}\in L(A)_{\lambda _{1}}} і {\displaystyle x_{2}\in L(A)_{\lambda _{2}}}, то {\displaystyle [x_{1},x_{2}]\in {\mathfrak {g}}_{\lambda _{1}+\lambda _{2}}}.
Для алгебри Каца — Муді існує кореневий розклад у пряму суму {\displaystyle {\tilde {H}}} і кореневих просторів, тобто:
{\displaystyle L(A)={\tilde {H}}\oplus \bigoplus _{\lambda \in \Delta }L(A)_{\lambda }},
і кожен корінь {\displaystyle \lambda } можна записати як суму {\displaystyle \lambda =\sum _{i=1}^{n}z_{i}\alpha _{i}} де всі {\displaystyle z_{i}} є цілими числами із однаковим знаком.
Для фундаментальних коренів {\displaystyle \alpha _{i}} розмірності їх кореневих просторів є рівними 1. Це ж справедливо і для коренів одержаних із фундаментальних дією (узагальненої) групи Вейля (для напівпростих алгебр Лі всі корені задовольняють цю властивість). Для цих коренів (вони називаються дійсними) єдиними коренями на прямій {\displaystyle \mathbb {R} \lambda } є {\displaystyle \lambda } і {\displaystyle -\lambda .} Натомість для інших коренів (вони називаються уявними) усі {\displaystyle \mathbb {Z} \lambda \setminus 0} є коренями. 
Для симетризовних узагальнених матриць Картана існує білінійна форма на {\displaystyle L(A),} що є узагальненням форми Кіллінга і її обмеження на {\displaystyle {\tilde {H}}} є невиродженою формою. Її стандартно можна перенести також на двоїстий простір. Тоді корінь {\displaystyle \lambda } буде дійсним тоді і тільки тоді коли {\displaystyle (\lambda ,\lambda )>0} в іншому випадку він буде уявним.
- Для алгебр скінченного типу (тобто напівпростих алгебр Лі) усі корені є дійсними.
- Для алгебр афінного типу існує {\displaystyle u\in \mathbb {R} ^{n}} для якого {\displaystyle u>0} і {\displaystyle Au=0.} Ці вектори визначені з точністю до множення на додатний скаляр, зокрема існує єдиний такий вектор {\displaystyle u=(a_{1},a_{2},\ldots ,a_{n})} елементами якого є цілі взаємно прості числа. Якщо позначити {\displaystyle \delta =\sum _{i=1}^{n}a_{i}\alpha _{1}} то усі уявні корені {\displaystyle Au} мають вигляд {\displaystyle k\delta ,k\in \mathbb {Z} \setminus 0.}